# Lhodrag
Lhodrag Dzong, Chinees: Lhozhag Xian is een arrondissement in het noordwesten van de prefectuur Lhokha (Shannan) in de Tibetaanse Autonome Regio, China. Het heeft een oppervlakte van 5570 km². In 1999 telde het arrondissement 18.091 inwoners.
De hoogte varieert van 2700 tot 7554 meter. De gemiddelde jaarlijkse temperatuur is 10 °C en jaarlijks valt er gemiddeld 300 tot 500 mm neerslag.